# David Walliams
David Walliams (nascido como David Williams, (Inglaterra, 20 de agosto de 1971) é um escritor e ator britânico de comédia.

## Filmografia
- Games World - como Leslie (1992)
- Mash and Peas - como Gareth Peas (1996)
- Dennis Pennis R.I.P. - como Anthony Cream Jr. (1997)
- Alexi Sayle's Merry-Go-Round - como Newsagent (1998)
- Bang Bang it's Reeves & Mortimer - (1998)
- Sir Bernards Stately Homes - como Anthony Rogers (1999)
- Spaced - como Vulva (1999)
- Doctor Who: The Web of Caves - como Chefe Alien (1999)
- Doctor Who: The Kidnappers - como David (1999)
- Doctor Who: The Pitch of Fear - como Sydney Newman (1999)
- Time Gentlemen Please: Entente Lime Cordial - como Marcel (2002)
- Cruise of the Gods - como Jeff Monks (2002)
- Eastenders Christmas Special - como Ray (2003)
- Little Britain - (2003)
- Monkey Trousers - Various (2004)
- Shaun of the Dead - como repórter (2004)
- Marple - como George Bartlett (2004)
- A Cock and Bull Story - como Parson (2005)
- Hustle - como assistente de loja (2005)
- Alan Partridge's Cream of British Comedy - como pai de Daffyd(2005)
- David Walliams: My Life with James Bond - como ele mesmo (2006)
- Hotel Babylon - como Adrian Tintagel (2007)
- Lucas and Walliams Big Night In - como ele mesmo (2007)
- The Friday Night Project - convidado(2007)
- Stardust- Sextus (2007)
- Waking the Dead - Bell (2007)
- Neighbours - como Lou da série Little Britain (2007)
- Run Fat Boy Run
- Capturing Mary - Greville White